# Classe Erzherzog Karl
A Classe Erzherzog Karl foi uma classe de navios couraçados pré-dreadnought operados pela Marinha Austro-Húngara, composta pelo SMS Erzherzog Karl, SMS Erzherzog Friedrich e SMS Erzherzog Ferdinand Max. Suas construções começaram no início do século XX nos estaleiros da Stabilimento Tecnico Triestino; os batimentos das quilhas do Erzherzog Karl e do Erzherzog Friedrich ocorreram em 1902, enquanto do Erzherzog Ferdinand Max foi em 1904. Eles foram comissionados na frota austro-húngara entre 1906 e 1907 e serviram na 1ª Esquadra de Batalha. Seu projeto foi desenvolvido com a intenção de fazer frente aos couraçados italianos da Classe Regina Margherita.
Os couraçados da Classe Erzherzog Karl eram armados com uma bateria principal composta por quatro canhões de 240 milímetros montados em duas torres de artilharia duplas. Tinham um comprimento de fora a fora de 126 metros, uma boca de 21 metros, um calado de sete metros e um deslocamento de mais de dez mil toneladas. Seus sistemas de propulsão eram compostos por um número desconhecido de caldeiras a carvão que alimentavam dois motores de tripla expansão, que por sua vez giravam duas hélices até uma velocidade máxima de vinte nós (38 quilômetros por hora). Eram protegidos por um cinturão principal de blindagem que tinha uma espessura máxima de 210 milímetros.
Os três navios tiveram carreiras limitadas durante a Primeira Guerra Mundial, pouco deixando sua base naval em Pola. Proporcionaram suporte para a fuga dos cruzadores alemães SMS Goeben e SMS Breslau para o Império Otomano em agosto de 1914, também participando em maio de 1915 do Bombardeio de Ancona. Quando um motim estourou em fevereiro de 1918 em tripulações em Cátaro, os couraçados da Classe Erzherzog Karl foram chamados na supressão das insubordinações. A Áustria-Hungria foi derrotada e o Erzherzog Karl e Erzherzog Friedrich foram entregues para a França, enquanto o Erzherzog Ferdinand Max foi dado ao Reino Unido. Os três foram desmontados em 1921.

## Antecedentes
O arquiteto naval Siegfried Popper foi encarregado, no início do século XX, de projetar uma nova classe de couraçados que seria comparável ou superior à Classe Regina Margherita, que estava sendo construída na época para a Itália. Esta foi a primeira vez desde a assinatura da Tríplice Aliança que a Marinha Austro-Húngara considerou a Marinha Real Italiana como uma possível adversária no futuro para seus planos estratégicos. Uma das condições para um novo projeto era que a bateria secundária dos couraçados fosse mais poderosa do que os navios de guerra italianos.

## Projeto

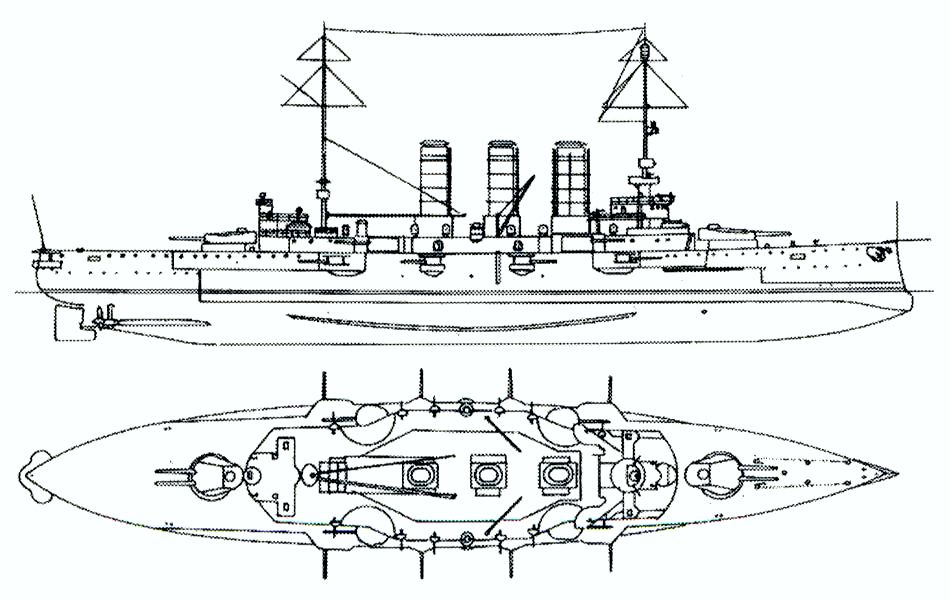
Desenho da Classe Erzherzog Karl

### Características
Os navios da Classe Erzherzog Karl foram considerados relativamente modernos quando foram comissionados, porém restrições orçamentárias e pouco espaço em docas fez com que as embarcações fossem bem compactas. Mesmo assim, eles entraram em serviço já inferiores e obsoletos como resultado dos novos couraçados do estilo dreadnought.
As embarcações tinham 126,2 metros de comprimento de fora a fora, bocas de 21,8 metros, calados de 7,5 metros e um deslocamento de 10 670 toneladas. Eles eram impulsionados por dois motores de tripla-expansão com quatro cilindros que giravam duas hélices. Esse maquinário era capaz de gerar dezoito mil cavalos-vapor (13,2 mil quilowatts) de potência, o que fazia com que os navios chegassem a  uma velocidade máxima de 20,5 nós (38 quilômetros por hora), porém o Erzherzog Friedrich chegou a um nó mais rápido em seus testes marítimos. Suas tripulações eram de setecentos oficiais e marinheiros.

### Armamentos
Os armamentos da Classe Erzherzog Karl foram produzidos principalmente pela Škoda-Werken em sua fábrica localizada em Pilsen, na Boêmia. Os navios tinham uma bateria principal de artilharia composta por quatro canhões K97 calibre 40 de 240 milímetros montados em duas torres de artilharia duplas, uma na proa e outra na popa. Essas armas eram uma réplica austro-húngara dos canhões Krupp C/94 alemães que tinham sido instalados nos couraçados da Classe Habsburg. As torres de artilharia podiam abaixar até cinco graus negativos e elevar até trinta graus, enquanto o arco de tiro era de trezentos graus, ou 150 graus de cada lado. Cada arma necessitava de vinte tripulantes para ser operada. Na elevação máxima, ela era capaz de disparar um projétil de 140 quilogramas a uma distância de 16,9 quilômetros. Elas podiam disparar com uma cadência de tiro de três a quatro projéteis anti-blindagem por minuto a uma velocidade de saída de 690 metros por segundo. Cada canhão pesava aproximadamente 24 toneladas.
Sua bateria secundária consistia em doze canhões calibre 42 de 190 milímetros, montados em oito casamatas nas laterais da superestrutura e em duas torres à meia-nau, um de cada lado da embarcação. Elas podiam abaixar até três graus negativos e elevar até vinte graus, o que permitia o disparo de um projétil de 97 quilogramas a vinte quilômetros de distância com uma velocidade de saída de oitocentos metros por segundo. As armas pesavam 12,1 toneladas e tinham uma cadência de tiro de três disparos por minuto. A bateria terciária tinha a intenção de proteger os navios contra barcos torpedeiros e era composta por doze canhões calibre 45 de 66 milímetros. Elas podiam abaixar até dez graus negativos e subir até vinte graus e conseguiam disparar em 360 graus. Essas armas tinham uma cadência de tiro de dez a quinze disparos por minuto e, em elevação máxima, podiam disparar um projétil de 4,5 quilogramas a uma distância de 9,1 quilômetros, com a velocidade de saída sendo de 880 metros por segundo.
Proteção antiaérea dos três navios era formada por quatro canhões Vickers de 37 milímetros, que podiam abaixar até cinco graus negativos e elevar até oitenta graus, possuindo um arco de tiro de 360 graus. Essas armas eram operadas por apenas um tripulante e podiam disparar um projétil de setecentas gramas a uma uma distância de 1,83 quilômetro em sua elevação máxima, com a velocidade de saída sendo de 640 metros por segundo. Esses canhões foram projetados em meados de 1910 e foram instalados por volta de 1914, pesando cada um 57 quilogramas. As embarcações passaram por pequenas reformas entre 1916 e 1917 em que dois canhões antiaéreos Škoda calibre 45 de 66 milímetros foram instalados. Os couraçados da Classe Erzherzog Karl também foram equipados com dois tubos de torpedo de 450 milímetros.

### Blindagem
A Classe Erzherzog Karl tinha um cinturão de blindagem de 210 milímetros de espessura na parte central dos navios, por volta da área da linha d'água, onde protegia as áreas mais vulneráveis e importantes, enquanto o convés tinha uma proteção de 55 milímetros. As torres de artilharia eram blindadas com 240 milímetros de espessura, enquanto as casamatas eram protegidas por 150 milímetros. A blindagem elevada nas torres de artilharia foi empregada com o objetivo de proteger os couraçados contra um possível projétil que pudesse acertar a torre e consequentemente causar uma explosão devastadora. A torre de comando tinha placas de blindagem com 220 milímetros de espessura, enquanto as anteparas que separavam diferentes compartimentos dentro dos navios eram protegias com blindagens de duzentos milímetros.

## Navios
Os navios da Classe Erzherzog Karl foram nomeados em homenagem a membros da família imperial austríaca: arquiduque Carlos, Duque de Teschen, arquiduque Frederico, Duque de Teschen e o imperador Maximiliano do México, anteriormente arquiduque Fernando Maximiliano. Os navios foram construídos nos estaleiros da Stabilimento Tecnico Triestino em Trieste. O batimento de quilha do Erzherzog Karl ocorreu em 24 de julho de 1902, seguido pelo batimento do Erzherzog Friedrich pouco mais de dois meses depois em 4 de outubro. O primeiro foi lançado ao mar depois de quinze meses de construção em 4 de outubro de 1903, liberando espaço para que a construção do Erzherzog Ferdinand Max começasse em 9 de março de 1904. O Erzherzog Friedrich foi lançado em 30 de abril do mesmo ano, enquanto o Erzherzog Ferdinand Max teve seu lançamento em 21 de maio de 1905. O primeiro couraçado foi finalmente comissionado em 17 de junho de 1906, o segundo em 31 de janeiro de 1907 e o terceira em 21 de dezembro do mesmo ano.
| Navio                   | Construtor                     | Homônimo                    | Batimento            | Lançamento           | Comissionamento        | Destino            |
| ----------------------- | ------------------------------ | --------------------------- | -------------------- | -------------------- | ---------------------- | ------------------ |
| SMS Erzherzog Karl      | Stabilimento Tecnico Triestino | Carlos, Duque de Teschen    | 24 de julho de 1902  | 4 de outubro de 1903 | 17 de junho de 1906    | Desmontado em 1921 |
| Erzherzog Friedrich     | Stabilimento Tecnico Triestino | Frederico, Duque de Teschen | 4 de outubro de 1902 | 30 de abril de 1904  | 31 de janeiro de 1907  | Desmontado em 1921 |
| Erzherzog Ferdinand Max | Stabilimento Tecnico Triestino | Maximiliano do México       | 9 de março de 1904   | 21 de maio de 1905   | 21 de dezembro de 1907 | Desmontado em 1921 |

## História

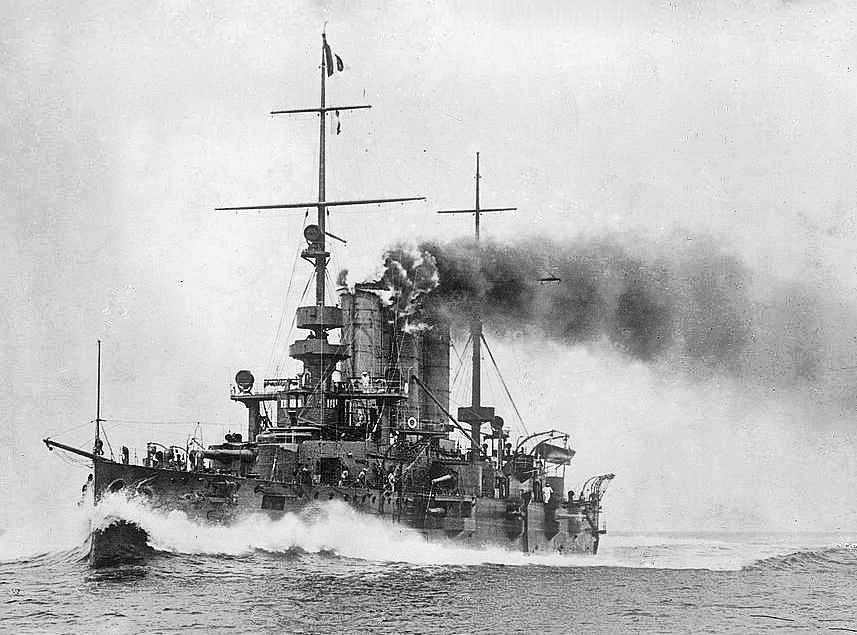
O Erzherzog Ferdinand Max em 1914

Os três couraçados da Classe Erzherzog Karl formavam a 3ª Divisão de Couraçados da 1ª Esquadra de Batalha da Marinha Austro-Húngara quando a Primeira Guerra Mundial começou em 1914. Eles foram mobilizados logo depois da declaração de guerra, em agosto, com o objetivo de apoiar a fuga dos cruzadores alemães SMS Goeben e SMS Breslau. Estes estavam tentando deixar Messina, na Itália, e seguir para o Império Otomano, no caminho sendo perseguidos por navios britânicos e franceses. A frota austro-húngara avançou até Brindisi a fim de cobrir os alemães, retornando para sua base naval em Pola pouco depois.
Junto com a força principal da Marinha Austro-Húngara, os três couraçados participaram do Bombardeio de Ancona em maio de 1915, logo depois da Itália ter declarado guerra contra a Áustria-Hungria. Dispararam 24 projéteis de 240 milímetros contra estações de comunicação e outros 74 projéteis de 190 milímetros em baterias terrestres italianas e outras instalações portuárias. Um grande motim estourou em 1º de fevereiro de 1918 entre as tripulações de cruzadores blindados em Cátaro, incluindo a bordo do SMS Sankt Georg e SMS Kaiser Karl VI. Os três navios da Classe Erzherzog Karl chegaram no local dois dias depois e ajudaram na supressão do motim. O Sankt Georg e o Kaiser Karl VI foram descomissionados depois da ordem ter sido restaurada na base e os couraçados da Classe Erzherzog Karl foram designados para ficarem temporariamente em Cátaro em seu lugar.
O almirante Miklós Horthy, o Comandante da Marinha, planejou um grande ataque contra a Barragem de Otranto para a manhã do dia 11 de junho, em que os membros da Classe Erzherzog Karl e da Classe Tegetthoff proporcionariam apoio para os cruzadores da Classe Novara. O plano era uma réplica de um um ataque realizado um ano antes por Horthy. O objetivo da ação era destruir o bloqueio ao atrair os navios Aliados para cruzadores e outras embarcações menores, que estavam protegidos pelos canhões mais poderosos dos couraçados. Entretanto, o dreadnought SMS Szent István foi torpedeado por uma lancha italiana e afundou na manhã do dia 10, com Horthy cancelando a operação por temer que o elemento surpresa tinha sido perdido. Depois disso, as embarcações da Classe Erzherzog Karl permaneceram atracadas em Pola pelo restante do conflito.
A Áustria-Hungria foi derrotada na guerra com o Armistício de Villa Giusti, assinado em novembro de 1919, com os navios da Classe Erzherzog Karl inicialmente sendo tomados pelo Reino dos Sérvios, Croatas e Eslovenos. Pelos termos do Tratado de Saint-Germain-en-Laye de setembro de 1919, o Erzherzog Karl e Erzherzog Friedrich foram entregues à França como reparação de guerra, enquanto o Erzherzog Ferdinand Max foi entregue ao Reino Unido. O Erzherzog Karl acabou encalhando em Bizerta, enquanto seguia em sua viagem para Toulon, e foi desmontado no local em 1921. Os dois couraçados restantes foram desmontados no mesmo ano.